# 连宏毅
连宏毅（Henry Lien）是一位自2013年以来活跃的青少年推理小说作家。

## 生平
连宏毅自台湾，现居美国加利福尼亚州好莱坞。他曾担任律师、加州大学洛杉矶分校的教师，以及洛杉矶的艺术品经销商，销售来自美洲和欧亚大陆的艺术家的作品。他还曾担任西好莱坞美术经销商协会主席和西好莱坞艺术与设计大道董事会成员。